# Deutsche Schwimmmeisterschaften 2023
Die 134. Deutschen Meisterschaften im Schwimmen fanden vom 6. bis 9. Juli 2023 zum 19. Mal in Folge in der Schwimm- und Sprunghalle im Europasportpark Berlin statt und wurden vom Deutschen Schwimm-Verband organisiert.

## Teilnehmer
531 Schwimmer aus 147 Vereinen waren für 1502 Einzelstarts und 165 Staffeln angemeldet. Mit 28 Aktiven stellte die Schwimmgemeinschaft Frankfurt (SG Frankfurt) die zahlenmäßig größte Mannschaft.

## Rekorde
Melvin Imoudu verbesserte den 2009 von Hendrik Feldwehr aufgestellten deutschen Rekord über 50 Meter Brust von 26,83 s im Vorlauf um vier Hundertstel. Im Finale wiederholte Imoudu den neuen deutschen Rekord von 26,79 s.

## Deutsche Meister
| Disziplin                | Männer                                                                                    | Männer                                                                                    | Männer                                                                        | Frauen                                                                            | Frauen                                                                            | Frauen   |
| Disziplin                | Name                                                                                      | Verein                                                                                    | Zeit                                                                          | Name                                                                              | Verein                                                                            | Zeit     |
| 050 m Freistil           | Ole Mats Eidam                                                                            | Potsdamer SV                                                                              | 22,26                                                                         | Angelina Köhler                                                                   | SG Neukölln                                                                       | 25,00    |
| 100 m Freistil           | Rafael Miroslaw                                                                           | SG HT16 Hamburg                                                                           | 48,62                                                                         | Nele Schulze                                                                      | SG Neukölln                                                                       | 55,23    |
| 200 m Freistil           | Rafael Miroslaw                                                                           | SG HT16 Hamburg                                                                           | 1:46,28                                                                       | Nele Schulze                                                                      | SG Neukölln                                                                       | 1:59,51  |
| 400 m Freistil           | Sven Schwarz                                                                              | W98 Hannover                                                                              | 3:45,92                                                                       | Isabel Gose                                                                       | SC Magdeburg                                                                      | 4:04,23  |
| 800 m Freistil           | Sven Schwarz                                                                              | W98 Hannover                                                                              | 7:47,55                                                                       | Leonie Märtens                                                                    | SC Magdeburg                                                                      | 8:31,47  |
| 1500 m Freistil0         | Levin Peschlow                                                                            | W98 Hannover                                                                              | 15:14,77                                                                      | Isabel Gose                                                                       | SC Magdeburg                                                                      | 15:56,80 |
| 050 m Brust              | Melvin Imoudu                                                                             | Potsdamer SV                                                                              | 26,79                                                                         | Anna Elendt                                                                       | SG Frankfurt                                                                      | 30,58    |
| 100 m Brust              | Lucas Matzerath                                                                           | SG Frankfurt                                                                              | 59,12                                                                         | Anna Elendt                                                                       | SG Frankfurt                                                                      | 1:06,93  |
| 200 m Brust              | Lucas Matzerath                                                                           | SG Frankfurt                                                                              | 2:11,35                                                                       | Kim Emely Herkle                                                                  | SV Cannstatt                                                                      | 2:27,27  |
| 050 m Rücken             | Ole Braunschweig                                                                          | SG Neukölln                                                                               | 25,04                                                                         | Laura Riedemann                                                                   | SV Halle/Saale                                                                    | 28,81    |
| 100 m Rücken             | Ole Braunschweig                                                                          | SG Neukölln                                                                               | 55,03                                                                         | Laura Riedemann                                                                   | SV Halle/Saale                                                                    | 1:01,34  |
| 200 m Rücken             | Lukas Märtens                                                                             | SC Magdeburg                                                                              | 1:58,26                                                                       | Zsuzsanna Jakabos                                                                 | SG Frankfurt                                                                      | 2:14,07  |
| 050 m Schmetterling      | Luca Nik Armbruster                                                                       | SG Neukölln                                                                               | 23,55                                                                         | Angelina Köhler                                                                   | SG Neukölln                                                                       | 25,99    |
| 100 m Schmetterling      | Chad le Clos                                                                              | SG Frankfurt                                                                              | 52,11                                                                         | Angelina Köhler                                                                   | SG Neukölln                                                                       | 57,95    |
| 200 m Schmetterling      | Ramon Klenz                                                                               | SG Neukölln                                                                               | 1:57,19                                                                       | Lara Seifert                                                                      | SC Magdeburg                                                                      | 2:12,64  |
| 200 m Lagen              | Ramon Klenz                                                                               | SG Neukölln                                                                               | 2:00,63                                                                       | Giulia Goerigk                                                                    | SGR Karlsruhe                                                                     | 2:15,31  |
| 400 m Lagen              | Cedric Büssing                                                                            | SG Essen                                                                                  | 4:17,63                                                                       | Zsuzsanna Jakabos                                                                 | SG Frankfurt                                                                      | 4:45,37  |
| 4 × 100 m Freistil       | SG Frankfurt Chad le Clos, Danny Schmidt, Jonathan Albrecht Rimek, Sebastien Pierre-Louis | SG Frankfurt Chad le Clos, Danny Schmidt, Jonathan Albrecht Rimek, Sebastien Pierre-Louis | 3:20,69                                                                       | SG Frankfurt Dalma Sebestyen, Zsuzsanna Jakabos, Nika Steigerwald, Christina Lehr | SG Frankfurt Dalma Sebestyen, Zsuzsanna Jakabos, Nika Steigerwald, Christina Lehr | 3:47,20  |
| 4 × 200 m Freistil       | SG Frankfurt Aaron Wilmes, Danny Schmidt, Tobias Düll, Chad le Clos                       | SG Frankfurt Aaron Wilmes, Danny Schmidt, Tobias Düll, Chad le Clos                       | 7:28,54                                                                       | SG Frankfurt Dalma Sebestyen, Eva Petrovska, Marie Strohalm, Zsuzsanna Jakabos    | SG Frankfurt Dalma Sebestyen, Eva Petrovska, Marie Strohalm, Zsuzsanna Jakabos    | 8:21,97  |
| 4 × 100 m Lagen          | SG Frankfurt Fritz Dietz, Lucas Matzerath, Ankush Yalgi, Sebastien Pierre-Louis           | SG Frankfurt Fritz Dietz, Lucas Matzerath, Ankush Yalgi, Sebastien Pierre-Louis           | 3;41,92                                                                       | SG Neukölln Lena Riedemann, Nele Schulze, Angelina Köhler, Lisa-Marie Finger      | SG Neukölln Lena Riedemann, Nele Schulze, Angelina Köhler, Lisa-Marie Finger      | 4:06,42  |
| 4 × 100 m Freistil Mixed | SG Frankfurt Chad le Clos, Danny Schmidt, Dalma Sebestyen, Zsuzsanna Jakabos              | SG Frankfurt Chad le Clos, Danny Schmidt, Dalma Sebestyen, Zsuzsanna Jakabos              | SG Frankfurt Chad le Clos, Danny Schmidt, Dalma Sebestyen, Zsuzsanna Jakabos  | SG Frankfurt Chad le Clos, Danny Schmidt, Dalma Sebestyen, Zsuzsanna Jakabos      | SG Frankfurt Chad le Clos, Danny Schmidt, Dalma Sebestyen, Zsuzsanna Jakabos      | 3:32,69  |
| 4 × 200 m Freistil Mixed | SC Magdeburg Leonie Märtens, Isabel Gose, Marius Zobel, Lukas Märtens                     | SC Magdeburg Leonie Märtens, Isabel Gose, Marius Zobel, Lukas Märtens                     | SC Magdeburg Leonie Märtens, Isabel Gose, Marius Zobel, Lukas Märtens         | SC Magdeburg Leonie Märtens, Isabel Gose, Marius Zobel, Lukas Märtens             | SC Magdeburg Leonie Märtens, Isabel Gose, Marius Zobel, Lukas Märtens             | 7:41,84  |
| 4 × 100 m Lagen Mixed    | SG Frankfurt Fritz Dietz, Lucas Matzerath, Dalma Sebestyen, Zsuzsanna Jakabos             | SG Frankfurt Fritz Dietz, Lucas Matzerath, Dalma Sebestyen, Zsuzsanna Jakabos             | SG Frankfurt Fritz Dietz, Lucas Matzerath, Dalma Sebestyen, Zsuzsanna Jakabos | SG Frankfurt Fritz Dietz, Lucas Matzerath, Dalma Sebestyen, Zsuzsanna Jakabos     | SG Frankfurt Fritz Dietz, Lucas Matzerath, Dalma Sebestyen, Zsuzsanna Jakabos     | 3:52,70  |